# Жалагашский район
Жалагашский район (каз. Жалағаш ауданы; ранее Джалагашский) — административная единица, район в составе Кызылординской области Казахстана.
Население — 35 705 человек (2019).
Районный центр — село Жалагаш, который находится в 72 километрах от областного центра — города Кызылорда. В Жалагашском районе живёт свыше 20 национальностей. Район образован 17 октября 1939 года.
Расположен в центре Кызылординской области, на западе граничит с Кармакшинским районом, на востоке — с Сырдарьинским районом Кызылординской области, на севере граничит с Карагандинской областью, с юга — с территорией Узбекистана (Каракалпакстан).
Река Сырдарья пересекает территорию района. По территории района проходит автомобильная трасса Самара — Шымкент и железная дорога.

## Административное деление
Жалагашский район состоит из 15 сельских округов, в которых находятся 19 сельских населённых пунктов:
| Сельский округ                       | Населённые пункты              |
| Аккумский сельский округ             | село Аккум                     |
| Аккырский сельский округ             | село Аккыр                     |
| Аксуский сельский округ              | село Аксу                      |
| Аламесекский сельский округ          | село Есет батыр                |
| Сельский округ имени Бухарбай батыра | село имени Бухарбай батыра     |
| Енбекский сельский округ             | село Енбек                     |
| Жалагашский сельский округ           | село Жалагаш                   |
| Жанадарьинский сельский округ        | село Жанадарья                 |
| Жанаталапский сельский округ         | село Жанаталап                 |
| Каракеткенский сельский округ        | село Далдабай, село Каракеткен |
| Макпалкольский сельский округ        | село Темирбек Жургенов         |
| Мадениетский сельский округ          | село Мадениет, село Сатбай     |
| Сельский округ Мырзабай ахуна        | село Мырзабай ахуна            |
| Танский сельский округ               | село Жанаконыс, село Тан       |
| Cельский округ Шаменова              | село Шаменов                   |
|                                      | село Тасшокы                   |